# Liste der Naturdenkmale in Altheim (Alb)
| Naturdenkmale | Anzahl |
| ------------- | ------ |
| FND           | 6      |
| END           | 8      |
| Gesamt        | 14     |

Die Liste der Naturdenkmale in Altheim nennt die verordneten Naturdenkmale (ND) der im baden-württembergischen Alb-Donau-Kreis liegenden Gemeinde Altheim. In Altheim gibt es insgesamt 14 als Naturdenkmal geschützte Objekte, davon 6 flächenhafte Naturdenkmale (FND) und 8 Einzelgebilde-Naturdenkmale (END).
Stand: 13. November 2016.

## Flächenhafte Naturdenkmale (FND)
| Name                                    | Bild | Kennung     | Einzelheiten | Position | Fläche Hektar | Datum        |
| --------------------------------------- | ---- | ----------- | ------------ | -------- | ------------- | ------------ |
| Altheimer Klufthöhle und Steinbruchwand | BW   | 84250050014 | Altheim      | ⊙        | 0,1           | 4. Okt. 1994 |
| Feldgehölz mit Eichen                   | BW   | 84250050008 | Altheim      | ⊙        | 0,1           | 4. Okt. 1994 |
| Hüle „Säuwettele“                       | BW   | 84250050009 | Altheim      | ⊙        | 0,0           | 4. Okt. 1994 |
| Söglinger Dorfhüle                      | BW   | 84250050007 | Altheim      | ⊙        | 0,3           | 4. Okt. 1994 |
| Streuobstwiese an der Kliff-Linie       | BW   | 84250050010 | Altheim      | ⊙        | 1,0           | 4. Okt. 1994 |
| Westhang des Engstentäle                | BW   | 84250050018 | Altheim      | ⊙        | 4,7           | 4. Okt. 1994 |
| Legende für Naturdenkmal                |      |             |              |          |               |              |

## Einzelgebilde (END)
| Name                     | Bild | Kennung     | Einzelheiten | Position | Fläche Hektar | Datum        |
| ------------------------ | ---- | ----------- | ------------ | -------- | ------------- | ------------ |
| Buche                    |      | 84250050006 | Altheim      | ???      | 0,0           | 9. Sep. 1938 |
| Linde am Ortsweg         |      | 84250050004 | Altheim      | ???      | 0,0           | 9. Sep. 1938 |
| Linde                    |      | 84250050001 | Altheim      | ???      | 0,0           | 9. Sep. 1938 |
| Linde                    |      | 84250050002 | Altheim      | ???      | 0,0           | 9. Sep. 1938 |
| Lindengruppe             | BW   | 84250050012 | Altheim      | ⊙        | 0,0           | 4. Okt. 1994 |
| Öllensteinhöhle          | BW   | 84250050017 | Altheim      | ⊙        | 0,0           | 4. Okt. 1994 |
| 1 Linde                  | BW   | 84250050016 | Altheim      | ⊙        | 0,0           | 4. Okt. 1994 |
| 1 Maulbeerbaum           | BW   | 84250050013 | Altheim      | ⊙        | 0,0           | 4. Okt. 1994 |
| Legende für Naturdenkmal |      |             |              |          |               |              |